# Celaena haworthii
Celaena haworthii là một loài bướm đêm trong họ Noctuidae.

## Hình ảnh

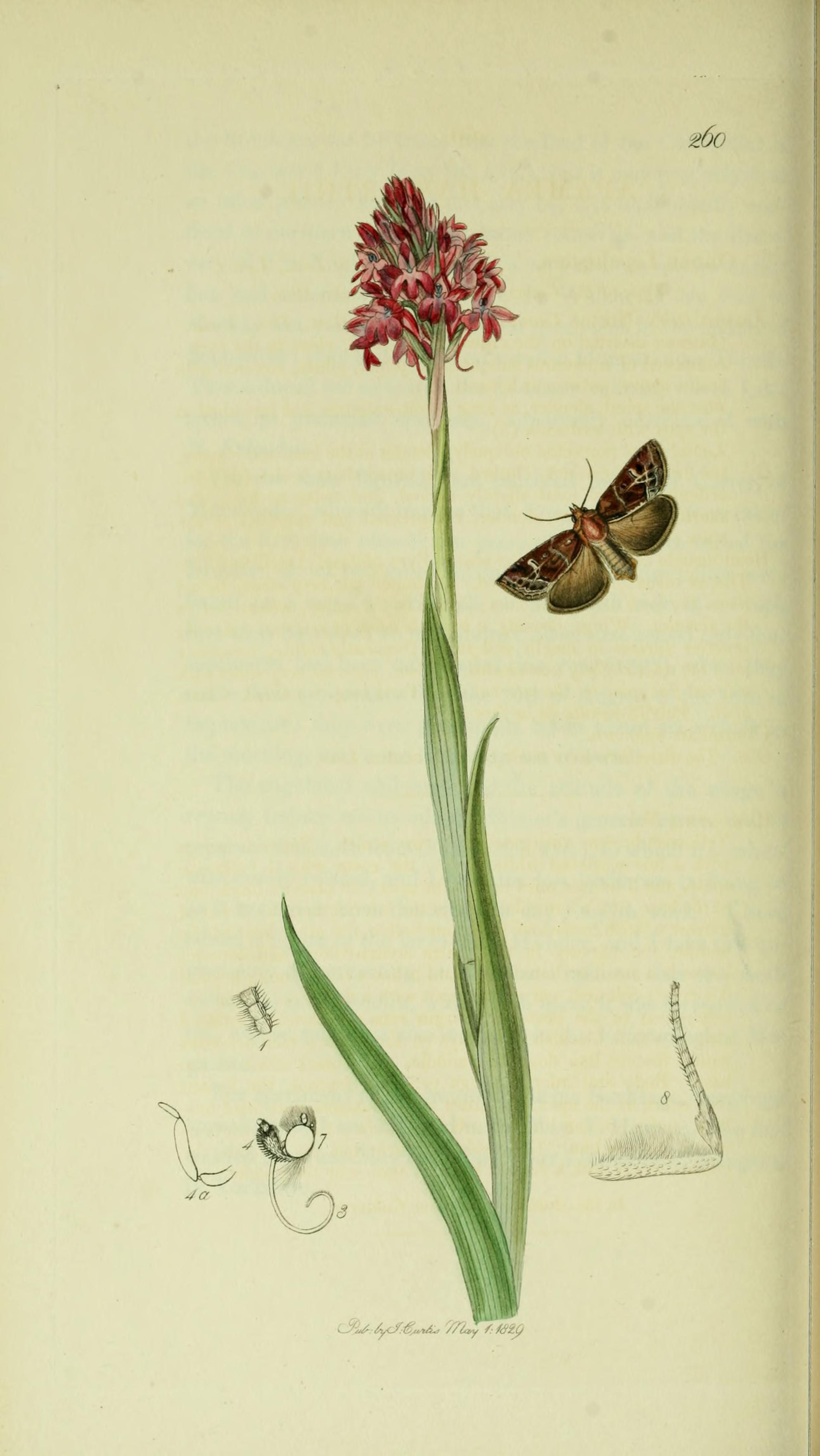
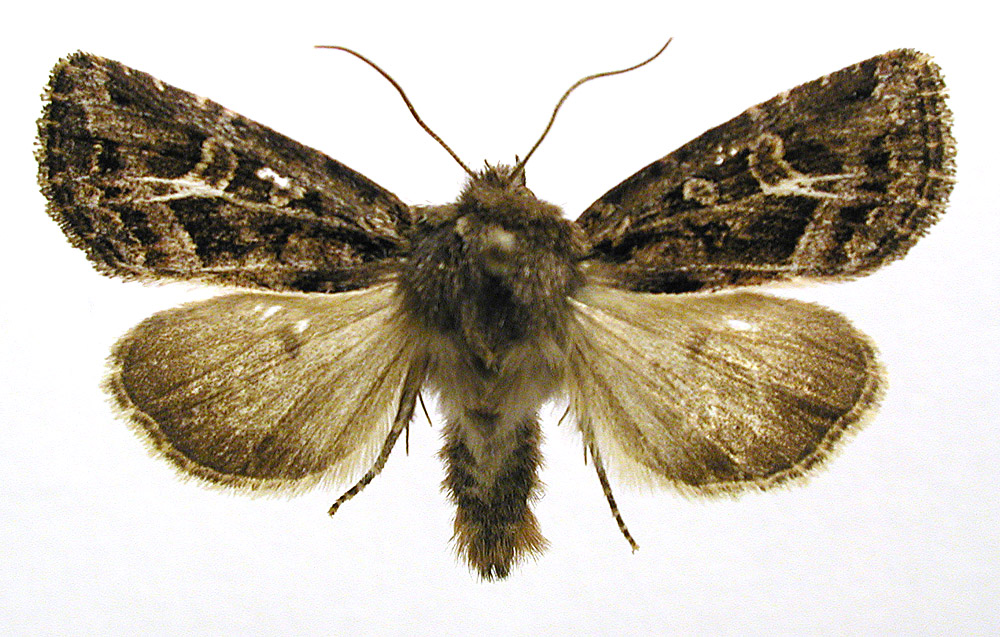
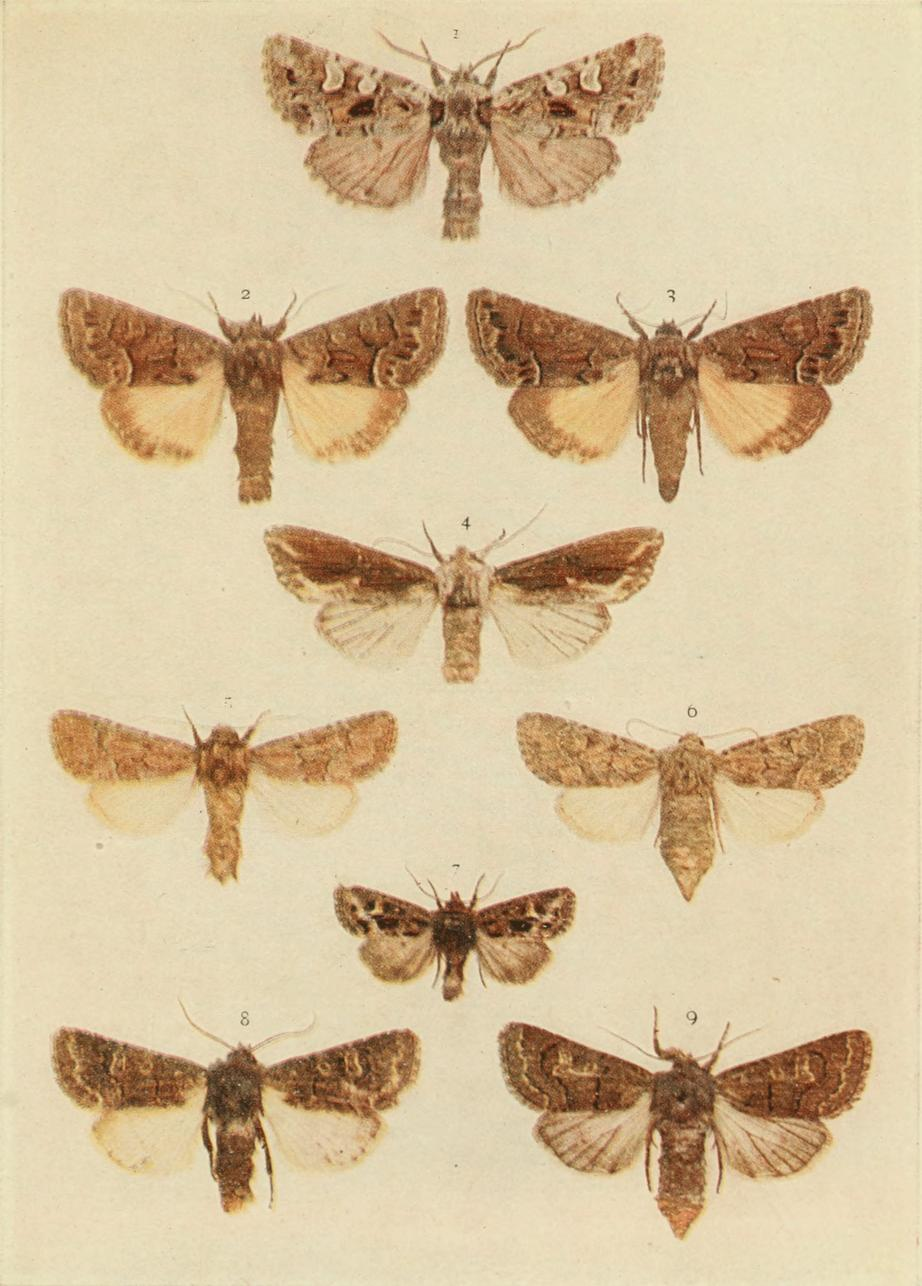